# Huguette Schwartz
Huguette Schwartz. de soltera Huguette Rosen (Vincennes, Francia, 15 de mayo de 1923-Eaubonne, 15 de octubre de 2010) fue una militante de la resistencia francesa.

## Resistencia
Se Integró desde 1940 a la red de resistencia polaca en Francia, F2, como sus tres hermanas Marcelle, Jacqueline y Solange, quienes fallecieron en Auschwitz, Polonia en 1944.
En 1945, fue sargenta jefa del Despacho central de informaciones y de acción.

## Homenajes
Rechazó la legión de Honor entre otros porque no fue atribuido a sus hermanas.
Existe una calle llamada Huguette Schwartz en París.